# Hibiscus discophorus
Hibiscus discophorus är en malvaväxtart som beskrevs av Bénédict Pierre Georges Hochreutiner. Hibiscus discophorus ingår i Hibiskussläktet som ingår i familjen malvaväxter. Inga underarter finns listade i Catalogue of Life.